# Отокар Мария фон Атемс
Отокар Мария фон Атемс (на немски: Ottokar Maria Graf von Attems; Ottokar Maria Franz Florian Karl Alois Zeno von Attems Bischof von Seckau; * 16 февруари 1815, Грац; † 12 април 1867, Грац) е граф от род Атемс, княжески епископ на Зекау (1853 – 1859) в Щирия, също апостолски администратор на диоцез Леобен.

## Произход и духовна кариера
Той е син на граф Франц Ксавер фон Атемс (* 22 декември 1785, Грац;† 6 февруари 1843, Грац) и съпругата му графиня Флориана Цики (1792 – 1860).  Потомък е на граф Игнац фон Атемс (1652 – 1732), синът на граф Йохан Фридрих фон Атемс (1593 – 1663).
Отокар Мария посещава Терезианската рицарска академия във Виена. След това той влиза в свещеническия семинар в Грац и на 22 август 1837 г. е ръкоположен за свещеник в Зекау. През 1841 г. той е свещеник в Пьолс. През 1850 г. той промовира и става доктор по теология. След това е катедрален и градски свещеник в Залцбург.
На 10 септември 1853 г. архиепископът на Залцбург го номинира за княжески епископ на Зекау и също като администратор на Леобен. На 6 ноември същата година той получава от него помазването за епископ.
Граф Атемс също е член на Херенхауз и участва в неговите заседания.